# Dazhuang (köpinghuvudort i Kina, Shaanxi, lat 34,25, long 108,16)
Dazhuang (kinesiska: 大庄, 大庄镇) är en köpinghuvudort i Kina. Den ligger i provinsen Shaanxi, i den nordvästra delen av landet, omkring 68 kilometer väster om provinshuvudstaden Xi'an. Antalet invånare är 42 074. Befolkningen består av 20 524 kvinnor och 21 550 män. Barn under 15 år utgör 17,0 %, vuxna 15-64 år 73 %, och äldre över 65 år 8,0 %.
Runt Dazhuang är det ganska tätbefolkat, med 199 invånare per kvadratkilometer. Närmaste större samhälle är Yangling, 7,9 km väster om Dazhuang. Trakten runt Dazhuang består till största delen av jordbruksmark.
Genomsnittlig årsnederbörd är 668 millimeter. Den regnigaste månaden är september, med i genomsnitt 143 mm nederbörd, och den torraste är december, med 1 mm nederbörd.